# 김선영 (컬링 선수)
김선영(1993년 5월 18일~)은 대한민국의 컬링 선수이다. 태평양-아시아 주니어 선수권 대회에서 금메달 1개, 은메달 3개, 동메달 1개를 획득하였고, 세계 주니어 선수권 대회에서 은메달을 획득했다. 2018년 동계 올림픽 컬링 여자부에 참가하였다.